# Primo segretario del Partito Socialista (Francia)
Il primo segretario del Partito Socialista è il principale leader del Partito Socialista, un partito politico francese fondato nel 1969 e subentrato alla Sezione Francese dell'Internazionale Operaia (SFIO), che era guidata da un segretario generale.
Dal 2018 il primo segretario è Olivier Faure.

## Funzioni
Il primo segretario è il principale leader nazionale del Partito Socialista. Le sue principali funzioni sono fissate dagli statuti del partito:
- assicura il regolare funzionamento degli organi politici e amministrativi del partito;
- vigila sul rispetto degli statuti e del regolamento interno del partito;
- presiede la segreteria nazionale (esecutivo del partito) di cui propone la composizione al consiglio nazionale (parlamento del partito) e di cui fissa l'ordine del giorno;
- è membro di diritto del consiglio nazionale e dell'ufficio nazionale;
- può proporre un referendum ai membri del partito.

## Elezione
Il primo segretario è stato inizialmente eletto dal comitato esecutivo del Partito Socialista.
Nel 1995, Lionel Jospin ha stabilito l'elezione del primo segretario a suffragio uninominale in due turni da parte dei membri del partito. Questa elezione ha luogo dopo ogni congresso o in caso di vacanza. Dopo questa riforma, solo due elezioni sono state contestate da più di un candidato:
- dopo il congresso di Brest del 1997, François Hollande fu eletto con il 91,18% dei voti contro Jean-Luc Mélenchon;
- dopo il congresso di Reims del 2008, dal congresso non è emersa la maggioranza; Martine Aubry, Ségolène Royal e Benoît Hamon si candidano alla carica di primo segretario ed è infine Martine Aubry ad essere eletta al secondo turno, contro Ségolène Royal, con 102 voti davanti.

Una riforma adottata nel 2010 ha cambiato il metodo di elezione del primo segretario del Partito Socialista. La sua elezione da parte dei membri è d'ora in poi abbinata al voto sulle mozioni: i primi firmatari delle due mozioni a spuntare sono automaticamente candidati all'elezione del primo segretario, che avviene con voto dei membri una settimana dopo il voto sulle mozioni.
In caso di impedimento, dimissioni o decesso, è il segretario nazionale di coordinamento che svolge la funzione provvisoria di successore legale, secondo gli statuti del partito. Il Consiglio nazionale elegge quindi un nuovo primo segretario che resta in carica fino al futuro congresso.

## Lista dei primi segretari
| Nome | Nome                       | Nome | Mandato           | Mandato           | Note |
| ---- | -------------------------- | ---- | ----------------- | ----------------- | --- |
| 1°   | Alain Savary               |      | 17 luglio 1969    | 16 giugno 1971    | |
| 2°   | François Mitterrand        |      | 16 giugno 1971    | 24 gennaio 1981   | Eletto Presidente della Francia nelle elezioni del 1981. |
| 3°   | Lionel Jospin              |      | 24 gennaio 1981   | 14 maggio 1988    | Primo mandato come Primo Segretario. |
| 4°   | Pierre Mauroy              |      | 14 maggio 1988    | 9 gennaio 1992    | Mauroy è stato Primo ministro francese dal 1981 al 1984. |
| 5°   | Laurent Fabius             |      | 9 gennaio 1992    | 3 aprile 1993     | La direzione del partito si è dimessa collettivamente il 3 aprile 1993, a seguito della sconfitta socialista nelle elezioni legislative del 1993. Fabius è stato anche Primo ministro francese dal 1984 al 1986. |
| 6°   | Michel Rocard              |      | 24 ottobre 1993   | 19 giugno 1994    | Rocard è stato Primo ministro francese dal 1988 al 1991. |
| 7°   | Henri Emmanuelli           |      | 19 giugno 1994    | 14 ottobre 1995   | |
| 8°   | Lionel Jospin              |      | 14 ottobre 1995   | 27 novembre 1997  | Secondo mandato, interrotto dalla sua nomina aPrimo ministro francese. |
| 9°   | François Hollande          |      | 27 novembre 1997  | 26 novembre 2008  | Primo segretario più longevo. Eletto Presidente della Francia alle elezioni presidenziali del 2012. |
| 10°  | Martine Aubry              |      | 26 novembre 2008  | 12 settembre 2012 | La prima donna a ricoprire la carica. |
| 11°  | Harlem Désir               |      | 12 settembre 2012 | 15 aprile 2014    | |
| 12°  | Jean-Christophe Cambadélis |      | 15 aprile 2014    | 30 settembre 2017 | Si è dimesso in seguito alla sconfitta del partito nelle elezioni legislative del 2017. |
| –    | Rachid Temal               |      | 30 settembre 2017 | 7 aprile 2018     | Ha servito un mandato ad interim. |
| 13°  | Olivier Faure              |      | 7 aprile 2018     | in carica         | Eletto per acclamazione il 29 marzo 2018, a seguito del ritiro di Stéphane Le Foll. |